# Warsaw (альбом Joy Division)
Warsaw — збірка англійської групи Joy Division, яка була випущена у 1994 році.

## Композиції
1. The Drawback – 1:42
2. Leaders of Men – 2:28
3. They Walked in Line – 2:50
4. Failures – 2:22
5. Novelty – 3:36
6. No Love Lost – 4:34
7. Transmission – 4:20
8. Living in the Ice Age – 2:19
9. Interzone – 2:02
10. Warsaw – 2:06
11. Shadowplay – 3:53
12. As You Said – 2:01

## Учасники запису
- Єн Кертіс — гітара
- Бернар Самнер — гітара
- Пітер Хук — барабани
- Стефен Морріс — бас-гітара